# مطار أسوان الدولي
مطار أسوان الدولي (إياتا: ASW، إيكاو: HESN) يقع المطار في مدينة أسوان, جنوب مصر هو مطار سياحي دولي، يخدم منطقة النوبة بجنوب مصر، يبعد عن المدينة حوالي 10 كم، وهو جزء من قاعدة أسوان الجوية العسكرية.
اجتمعت لجنة منبثقة عن مجلس الإنتاج القومي في مايو 1956 وأقرت مشروع إنشاء مطار جديد في أسوان بتكلفة نصف مليون جنية على أن يقام خلال عام ونصف حتى يمكن استيعاب الحركة السياحية من ناحية وما ترتب من إنشاء مصانع الأسمدة وكهرباء خزان أسوان والبدء في إنشاء السد العالي وانتهى العمل فيه، طور المطار في 1992 وافتتح رئيس الجمهورية في عام 1999.

## شركات وخطوط الطيران
| شركـات طيـران        | الوجهات                                               |
| -------------------- | ----------------------------------------------------- |
| إير كايرو            | مطار أبو سمبل، مطار القاهرة الدولي موسمي: مطار لشبونة |
| مصر للطيران          | مطار أبو سمبل، مطار القاهرة الدولي                    |
| النيل للطيران        | مطار القاهرة الدولي                                   |
| خدمات البترول الجوية | موسمي: مطار القاهرة الدولي                            |

## الحوادث
- تحطمت طائرة نقل عسكرية تابعة للاتحاد السوفيتي في المطار في أكتوبر 1963 أسفرت عن مقتل 14 شخصا.[5]
- تحطمت طائرة إليوشن إي أل-18 تابعة للخطوط الجوية العربية المتحدة في 20 مارس 1969 أثناء محاولتها الهبوط في مطار أسوان الدولي.[6] توفي 100 من 105 ركاب والطاقم الذين كانوا على متنها.